# Джексон, Александер

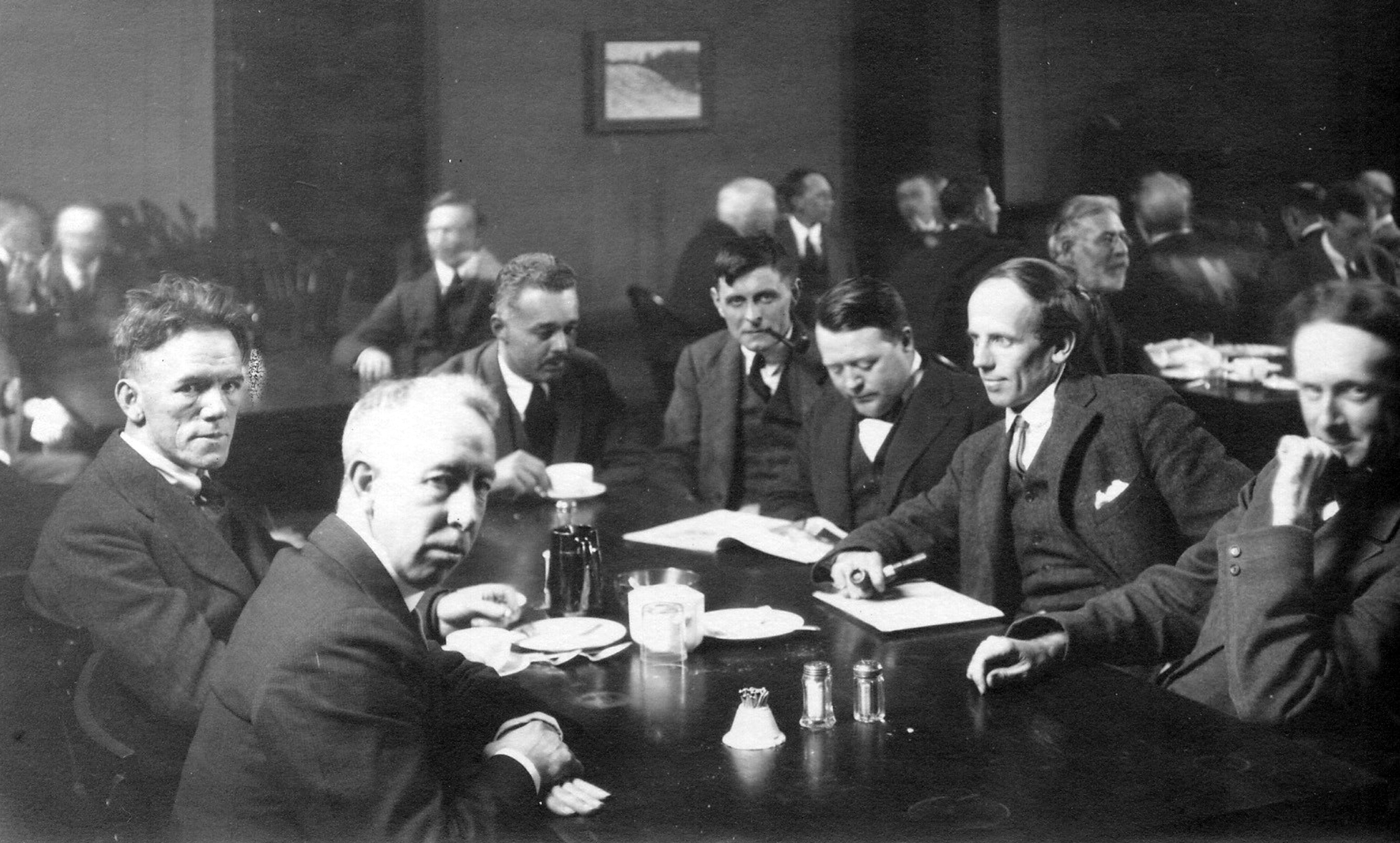
«Группа семи»: Frederick Varley, Alexander Jackson, Lawren Harris, Barker Fairley, Frank Johnston, Arthur Lismer, James MacDonald

Александер (Александр) Джексон (англ. Alexander Young Jackson; 1882—1974) — канадский художник, член художественной «Группы семи». Внёс значительный вклад в развитие искусства в Канаде.

## Биография
Родился 3 октября 1882 года в Монреале, Канада.
После того, как его отец бросил семью с шестью детьми, Александеру пришлось работать офис-мальчиком в литографической компании. Здесь он начал свою художественную подготовку, беря по вечерам он брал уроки в монреальском театре Monument-National. В 1905 году Джексон совершил с целью поиска работы путешествие в Европу на пароме для скота, вернувшись обратно тем же способом и осев в Чикаго. обратно с помощью тех же средств и проезда к Чикаго. Здесь он стал работать в коммерческих художественных фирмах и прошёл курсы в Институте искусств Чикаго. Заработав, в 1907 году Джексон снова смог посетить Францию для изучения импрессионизма. Здесь он решил стать профессиональным художником и обучался в парижской Академии Жулиана под руководством Жан-Поля Лорана. Важное значение на его художественное развитие было посещение на севере Франции художественной колонии Etaples art colony, которую он посетил в 1908 году со своим новозеландским другом Эриком Маки (англ. Eric Spencer Macky, 1880—1958). Во Франции Джексон даже смог выставиться на Парижском салоне. В 1912 году он вернулся в Канаду со своим австралийским другом-художником Артуром Бейкер-Клаком (англ. Arthur Baker-Clack, 1877—1955).
В Канаде художник поселился в Свитсбурге, Квебек, где писал свои работы в стиле нео-импрессионизма. В 1913 году он провел собственную выставку в Montreal Art Gallery. Неудовлетворенный доходом от своей деятельности в Канаде, намеревался переехать в США. Остался в Канаде, работал и встречался с другими художниками, которые впоследствии образовали «Группу семи». С началом Первой мировой войны Джексон был зачислен в 1915 году в 60-й батальон Канадской армии. Участвовал в боевых действиях в Европе, в 1916 году был ранен и попал в госпиталь французского города Этапль. В это время Джексон попал в поле зрения Лорда Бивербрука и был переведен в канадское подразделение, документирующее войну, в качестве художника. Как один из канадских официальных художников войны (англ. Canadian official war artists) создавал свои произведения, работая с 1917 по 1919 годы.
После войны вернулся в Торонто, совершил экспедиции по реке Святого Лаврентия, в Арктику, посетил Канадский щит и Британскую Колумбию. В 1919 году Джексон и шесть его коллег сформировали группу из семи художников, названную «Группа семи». В 1925 году он преподавал в колледже Ontario College of Art в Торонто. В 1933 году он снова стал одним из основателей канадской группы художников (англ. Canadian Group of Painters), куда вошли и несколько членов «Группы семи».
В 1955 году Джексон переехал в город Манотик, находящийся южнее Оттавы. В 1965 году его сразил инсульт, который положил конец его карьере художника. Переехал и жил в Клейнбурге, Онтарио.
Умер Александер Джексон 5 апреля 1974 года в доме престарелых в Торонто и был похоронен в Клейнбурге на территории Галереи канадского искусства МакМайкл.

## Награды
- Награждён орденом Канады и орденом Святого Михаила и Святого Георгия.

## Труды

Некоторые работы
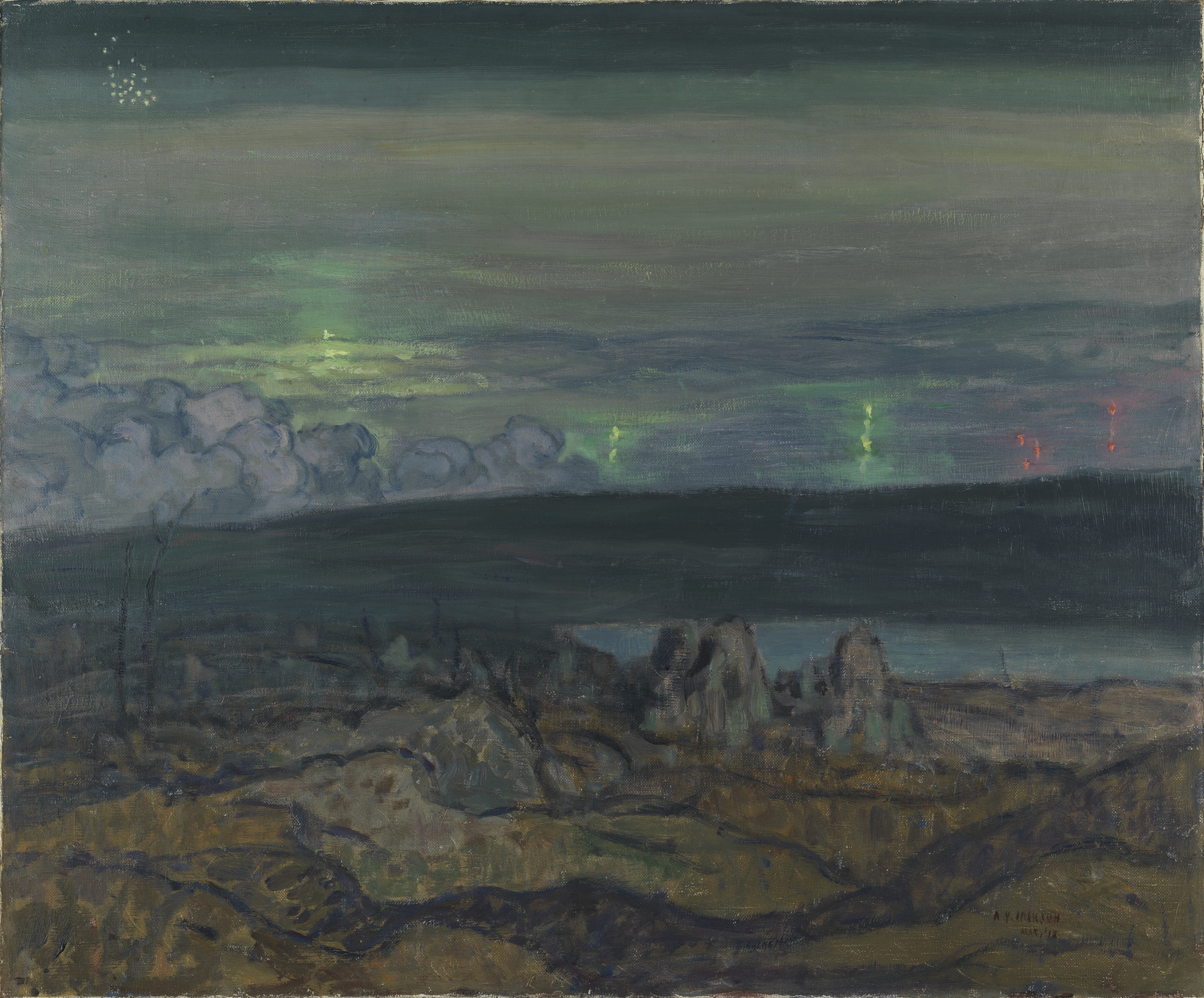
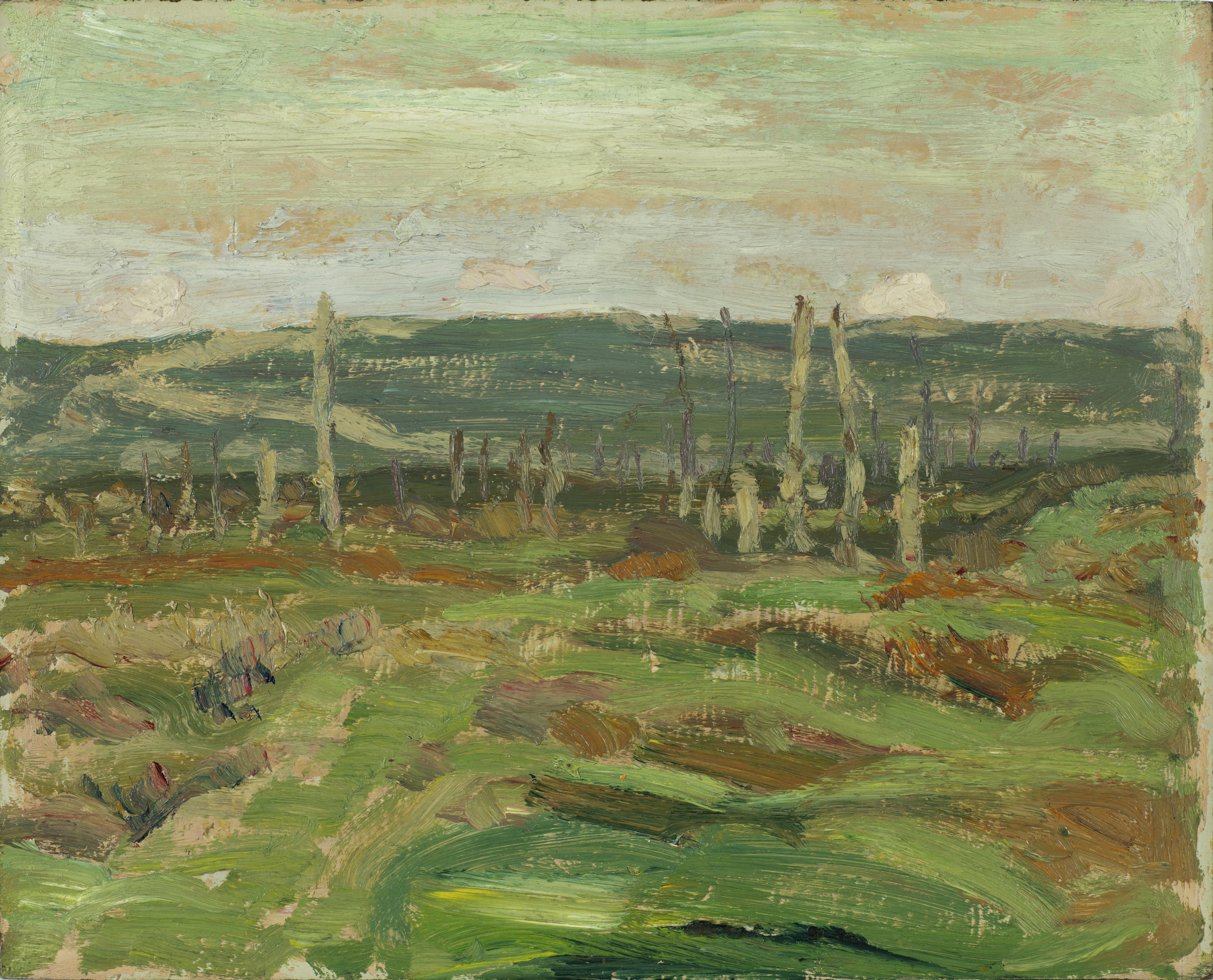
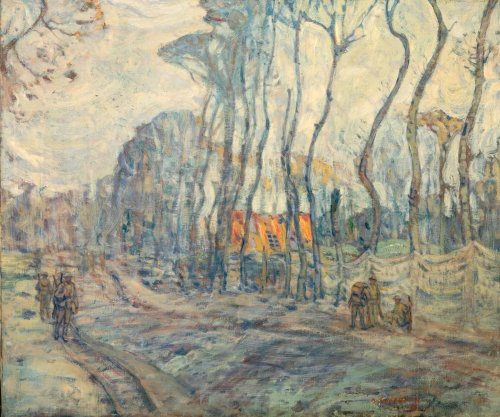